# هولی‌رود (کانزاس)
هولی‌رود (به انگلیسی: Holyrood) شهری در ایالت کانزاس کشور ایالات متحده آمریکا است که جمعیت آن در سرشماری سال ۲۰۱۰ میلادی، ۴۴۷ نفر بوده‌است.